# Frank Ábrego
Frank Alexis Abrego Mendoza (Ciudad de Panamá, Panamá 16 de enero de 1963) es un Comisionado panameño primer director del Servicio Nacional de Fronteras - Senafront.
Hasta diciembre de 2019 ocupó el cargo de asesor en el Ministerio de Economía y Finanzas de la República de Panamá, encargado de la estrategia de seguridad nacional de los bienes a cargo del Estado a través de la Unidad Administrativa de Bienes Revertidos - UABR.

## Trayectoria
Especial conocedor de inteligencia, lideró personalmente las principales operaciones en la selva de la Provincia de Darien junto al Comando Sur de Estados Unidos, cuyas misiones van desde el combate al crimen organizado hasta la ayuda en desastres naturales, pasando por entrenamientos con militares de América Central y América del Sur.
Abrego sirvió anteriormente como oficial al mando de la zona policial de Los Santos y Panamá Metro, director nacional de operaciones de la Policía Nacional de Panamá, comandante del grupo de apoyo al servicio - GAS, unidad de control de multitudes - UCM, hasta que en 2008 por instrucción del entonces Presidente Martin Torrijos Espino surge la necesidad de crear un comando con formación en supervivencia y estrategias militares que asumiera el cargo de salvaguardar los territorios fronterizos de la República de Panamá.
A finales del 2009 dirige el plan de movilidad total avalado por el presidente Ricardo Martinelli, el cual permitió la expulsión y desarticulación en territorio fronterizo, de estructuras relacionadas con las Fuerzas Armadas Revolucionarias de Colombia - FARC-EP.
Fue Presidente de la comisión binacional fronteriza entre Panamá y Colombia - COMBIFRON y comisionado permanente de la República de Panamá para el Mecanismo de Coordinación de Seguridad Regional - MCSR del Sistema de la Integración Centroamericana.
El 20 de enero de 2016 el ministro de Seguridad Pública anunció el retiro de Abrego y su posible llegada al frente de las relaciones internacionales de los estamentos de seguridad a través de la Cancillería, no es hasta el 13 de junio de 2016, cuando el presidente Juan Carlos Varela anuncia formalmente su designación en el Ministerio de Economía y Finanzas, designación que fue cuestionada por algunos sectores del país.

## Carrera
Egresado de la Academia Militar de Honduras General Francisco Morazán, regresa a Panamá al servicio de la extinta Fuerza de Defensa, en los siguientes años cursó estudios y diplomados en Estado Mayor y Ejército.
Posee entrenamiento en pana jungla, experto en selva, operaciones aéreo-móviles, paracaidismo, criminología, desarrollo penitenciario, comando y estado mayor, fuerzas especiales y planificación de seguridad nacional.
Luego de 30 años de servicio, se retira con los más altos honores siendo distinguido con la Orden Vasco Núñez de Balboa.
Posee también la Orden de Belisario Porras en el grado Cruz de Gran Oficial y la Medalla Estrella Cívica, en el grado Gran Oficial de la Policía Nacional de Colombia otorgada por Juan Manuel Santos.

## Ministro de Seguridad Pública
El Presidente de Panamá José Raúl Mulino lo designó como Ministro de Seguridad Pública de Panamá asumio el cargo el 1 de julio de 2024